# На чия страна сте?
„На чия страна сте?“ (на английски: Which Side Are You On?) е песен от 1931 година на Флоренс Рийс, жена на Сам Рийс, синдикалист от Юнайтед Майн Уъркърс в Харлан Каунти, Кентъки.
През 1931 година миньорите и собствениците на мини в югоизточен Кентъки влизат в яростна битка, наречена войната в Харлан Каунти. В опит да сплашат семейството на синдикалиста Сам Рийс, шериф Дж. Х. Блеър и неговите мъже, наети от миньорските компании, незаконно влизат в дома му и започват да го претърсват. Предупреден предварително Сам Рийс бяга от дома си, но жена му и децата им са измъчвани. Същата вечер след като полицаите си заминават Флоренс Рийс пише стиховете на „На чия страна сте?“ върху календар в кухнята им. Тя използва мелодията на традиционния баптистки химн „Сложи лилията ниско“ (Lay the Lily Low) или традиционната балада „Джак Мънро“ (Jack Munro). Рийс подкрепя втора вълна на миньорски стачки през 1973 година, като тя и други активисти изпълняват „На чия страна сте?“ неколкократно. Песента е записана по-късно и е издадена в албума „Жени миньори“ (Coal Mining Women).
Пит Сийгър събира синдикалистки песни и научава за „На чия страна сте?“ през 1940 година, а на следващата година прави неин запис, добил широка популярност. Сетне запис на песента правят Били Браг, Дропкик Мърфис, Ребел Диаз, Натали Мерчант, Ани Дифранко, Том Морело, Паноптикон и други. В песента на Боб Дилън „Disolation Row“ се прави препратка към „На чия страна сте?“. Книгата на Алесандро Портели от 2011 за миньорската общност в Харлан Каунти също е повлияна от песента.